# Hotham Inlet
El Hotham Inlet es una pequeña y estrecha entrada marina (o entrante o brazo) del Kotzebue Sound localizada en la costa noroeste del estado de Alaska de los EE. UU.. Tiene unos 80 kilómetros de largo y una anchura de 8-32 km (el acceso desde el Kotzebue Sound tiene apenas 4 km de ancho). Tiene por límites: en el norte, el continente; en el este, el delta del río Kobuk, también en el continente; y, en el sur y oeste, la larga lengua de la península de Baldwin. En esta entrada desaguan los ríos Selawik (225 km) y Kobuk (451 km).
La parte central de la ribera oriental, la del delta del Kobuk, está protegida como parte del parque nacional Valle de Kobuk.

## Historia
Esta entrada fue descubierta en 1826 por el capitán de la Royal Navy Frederick William Beechey y fue nombrada en reconocimiento a sir Henry Hotham, uno de los lores del Almirantazgo Británico.